# Ridha Ferchiou
Ridha Ferchiou (arabisch رضا فرشيو; * 8. April 1945 in Tunis) ist ein tunesischer Politiker der Konstitutionellen Demokratischen Sammlung (RCD), der unter anderem zwischen 1997 und 1999 Bildungsminister war.

## Leben
Ridha Ferchiou absolvierte ein Studium der Wirtschaftswissenschaften an der Michigan State University, wo er 1975 auch seine Promotion zum (Ph.D. in Economics) mit der Dissertation „New construction, subsidies, and filtering of dwellings in Tunisia. A vacancy-chain and linear programming analysis“, eine Leerstandsketten- und lineare Planungsanalyse der Wohnungssituation in Tunesien, abschloss. Nach seiner Rückkehr war er von 1976 bis 1988 Direktor des Hochschulinstituts für Betriebswirtschaftslehre IHEC (Institut des hautes études commerciales) in Karthago und lehrte dort zugleich als Wirtschaftsprofessor, ehe er 1988 zum Berater im Ministerium für Bildung und Wissenschaft ernannt wurde. Daneben war er zwischen 1989 und 1991 Direktor für Internationale Zusammenarbeit, Praktika und Ausbildung am Institut für Entwicklungsfinanzierung IFID (Institut de financement du développement) und wurde im Anschluss 1993 Direktor des Hochschulinstituts für Technologische Studien ISET (Institut supérieur des études technologiques) sowie 1995 Kabinettschef des Ministers für Hochschulbildung. Auf Einladung der Botschaft nahm er im Juli 1997 am Salzburg Seminar teil und besuchte die USA im Rahmen des Internationalen Besucherprogramms der US-Regierung.
Am 9. Oktober 1997 kam es zu einer Umbildung des Kabinetts von Premierminister Hamed Karoui, bei der Staatspräsident Zine el-Abidine Ben Ali Saïd Ben Mustapha als Nachfolger von Abderrahim Zouari zum Außenminister (Ministre des Affaires étrangères) sowie Ali Chaouch als Nachfolger von Mohamed Ben Rejeb zum Innenminister (Ministre de l’Intérieur) berief, während Ridha Ferchiou als Nachfolger von Hatem Ben Othman zum Bildungsminister (Ministre de l’Éducation) berufen wurde. Den Posten des Bildungsministers bekleidete er bis zum 15. Februar 1999, woraufhin Abderrahim Zouari ihn ablöste.
Nachdem er von 1999 bis 2000 Berater des neuen Premierministers Mohamed Ghannouchi im Range eines Ministers war, fungierte er nach seinem Ausscheiden aus der Regierung zwischen Januar 2000 und 2009 ebenfalls im Range eines Ministers als Präsident des Nationalen Statistikrates (Conseil national de la statistique) und wurde 2009 Präsident und Generaldirektor der neugegründeten Université Paris-Dauphine PSL Tunis, eine private universitäre Lehr- und Forschungseinrichtung mit Sitz in Tunis, die bei ihrer Gründung der erste internationale Campus der Universität Paris-Dauphine war.
Für seine Verdienste wurde Ridha Ferchiou zum Ritter des Ordens der Tunesischen Republik ernannt. Er ist verheiratet und Vater von zwei Kindern.

## Veröffentlichungen
- New construction, subsidies, and filtering of dwellings in Tunisia.A a vacancy-chain and linear programming analysis, Dissertation, Michigan State University 1975
- Technologie et emploi dans le secteur, 1979
- Micro-entreprises du secteur informel à Tunis. Obstacles de caractère légal et institutionnel, 1990
- Femmes, emploi et micro-entreprises en Tunisie, Mitautor Morched Chabbi, 3 Bände, 1993/94